# Carniella brignolii
Espèce
Synonymes
- Marianana mihaili Georgescu, 1989

Carniella brignolii est une espèce d'araignées aranéomorphes de la famille des Theridiidae.

## Distribution
Cette espèce  se rencontre en Autriche, en Suisse, en Allemagne, en Belgique, en Tchéquie et en Roumanie.

## Description
Le mâle holotype mesure 1,0 mm.

## Systématique et taxinomie
Cette espèce a été décrite par Thaler et Steinberger en 1988.
Marianana mihaili a été placée en synonymie par Thaler-Knoflach, Hänggi, Kielhorn et Broen en 2014.

## Étymologie
Cette espèce est nommée en l'honneur de Paolo Marcello Brignoli.

## Publication originale
- Thaler & Steinberger, 1988 : « Zwei neue Zwerg-Kugelspinnen aus Österreich (Arachnida: Aranei, Theridiidae). » Revue suisse de Zoologie, vol. 95, p. 997-1004 (texte intégral).